# Collégiale Notre-Dame-et-Saint-Pantaléon de Turenne
La collégiale Notre-Dame-et-Saint-Pantaléon est une église catholique située à Turenne, en France.

## Localisation
L'église est située dans le département français de la Corrèze, sur la commune de Turenne.

## Historique
Il y avait au Moyen âge deux églises à Turenne. L'une, dédiée à saint Pantaléon, dépendait du prieuré de Souillac, l'autre était dédiée à saint Paul. 
Les seigneurs de Turenne ont fondé le prieuré Saint-Paul et l'ont soumis au monastère Saint-Pierre d'Uzerche, comme le rappelle le cartulaire d'Uzerche. Cette donation a été faite par le vicomte Raymond Ier de Turenne et Geoffroy de Salignac qui ont renoncé à leurs droits éventuels sur ce prieuré. La donation a été acceptée par l'évêque de Limoges Eustorge de Scorailles. Les moines de Souillac, qui possédaient l'église-mère Saint-Pantaléon, considérant qu'ils avaient été lésés par cette donation, se sont installés dans le prieuré Saint-Paul. Les moines d'Uzerche ont protesté de cette usurpation auprès de l'archevêque. Le cartulaire d'Uzerche indique pour l'année 1144, que l'archevêque a donné le prieuré Saint-Paul à l'abbé d'Aurillac dont dépendaient les moines de Souillac. L'abbé d'Uzerche recevrait en compensation la terre de Gondre où il avait déjà un oratoire mais où le doyen de Souillac prélevait une dîme qu'il devait lui céder et il recevait le droit d'y construire une église et d'y placer un cimetière avec tous les droits paroissiaux. Cet accord confirmait une bulle du pape Innocent II du 29 avril 1142. L'abbé d'Aurillac était alors réputé avoir les deux églises de Turenne dans les dépendances de son abbaye. Le prieuré Saint-Paul ne comptait qu'un prieur, gros décimateur, et un curé-vicaire perpétuel.
En 1459, les habitants de Turenne ont voulu augmenter le service divin et adjoignant quatre prêtres à l'église paroissiale en leur accordant une prébende. Ces prêtres étaient à la présentation du vicomte et du prieur de Turenne, et à la collation du doyen de Souillac. C'est probablement l'origine du chapitre de la collégiale de Souillac. Ce chapitre était donc à l'origine une communauté de prêtres ou de chapelains, leur église était à l'invocation de Notre-Dame, et comprenait un prieur, à la nomination par l'abbé de Souillac, du curé de la paroisse et de quatre prébendiers à la nomination du prieur. Ce prieuré, disparu aujourd'hui, devait se trouver à l'est du château selon une tradition orale. L'église paroissiale Saint-Pantaléon a été détruite pendant les guerres de religion avec la participation probable du vicomte de Turenne. L'église Saint-Paul a disparu pendant ces mêmes guerres. Il n'en est resté que le cimetière.
Charlotte de La Marck, première épouse d'Henri Ier de La Tour d'Auvergne a décidé, en 1593, de reconstruire une église réunissant le prieuré et l'église paroissiale. Cette nouvelle collégiale est alors placée sous le vocable de saint Pantaléon. Elle a participé aux travaux et y a employé la somme de 60 000 francs avant sa mort, en 1594. En 1629, « le vingt-septième jour du mois de juillet, messire François de La Fayette, évêque de Limoges, était ici et fit son ordonnance que l’église grande serait réédifiée ». Les travaux de l'église ont été achevés par Godefroy-Maurice de La Tour d'Auvergne, en 1661.
Dès que les prêtres du prieuré de Turenne ont été installés, ils ont remis en cause les droits du curé-vicaire de la paroisse. L'évêque de Limoges est alors intervenu pour terminer ce différend, en 1680.
Le 8 mai 1738, la vicomté de Turenne a été vendue à Louis XV par Charles-Godefroy de La Tour d'Auvergne. Le roi, devenu propriétaire de la vicomté de Turenne, y nomme les prêtres institués, mais contrairement au règlement de 1459, il va se passer de les présenter à la collation du doyen de l'abbaye de Souillac. Deuis, les brevets ministériels de nomination de ces prêtres les ont qualifiés de chanoines. Ces nouveaux chanoines vont chercher à évincer le curé-vicaire devenu aussi le prieur de Turenne. Les quatre prêtres institués devenus chanoines vont réussir cette opération et à partir de cet acte l'église prieurale et paroissiale est qualifiée de collégiale Notre-Dame-et-Saint-Pantaléon. Le curé a protesté auprès de l'évêque de Limoges, Jean-Gilles du Coëtlosquet, au cours d'une visite pastorale, en 1746. Ce dernier a alors rédigé un nouveau règlement du service canonial de l'église, mais il a conservé le titre de chanoines accordé aux prêtres prébendés. Ces derniers voulurent devenir les maîtres de l'église en reléguant le curé dans une chapelle secondaire pour le service de la paroisse. Mais pour cela il fallait supprimer le prieuré pour jouir de ses revenus. Le curé s'y est opposé afin de rester le maître de l'église paroissiale et de la collégiale. Les chanoines ont fait appel au sénéchal de Brive, le curé auprès de la Cour. Celle-ci donna raison au curé. La communauté des habitants a pris le parti des chanoines contre le curé. Les chanoines ont alors fait appel mais les juges ont décidé que la collégiale royale de Notre-Dame et de Saint-Pantaléon fondée en 1459 est confirmée dans tous ses droits et privilèges par arrêt du parlement du 30 juin 1780. Le roi en a la collation pleno jure. Les droits du prieur et du curé ont été maintenus.
Au-dessus de la porte est inscrite une devise inspirée de l'épître aux Éphésiens de saint Paul, chapitre 4 (Unus Dominus , una fides, unum baptisma) : Unus Deus, Una Lex, Unum Baptisma.
L'édifice est classé au titre des monuments historiques en 1987.
Un incendie dans la sacristie a ravagé le bâtiment le 4 août 2017 vers 17h30.